# Moussa Dembélé
Moussa Dembélé (Pontoise, Isla de Francia, 12 de julio de 1996) es un futbolista francés que juega como delantero en el Al-Ettifaq Club de la Liga Profesional Saudí.

## Estadísticas

### Clubes
Actualizado al último partido jugado el 8 de febrero de 2025.
| Club                           | Div.          | Temporada     | Liga  | Liga  | Liga   | Copas nacionales(1) | Copas nacionales(1) | Copas nacionales(1) | Copas internacionales(2) | Copas internacionales(2) | Copas internacionales(2) | Total | Total | Total  | Media goleadora(3) |
| Club                           | Div.          | Temporada     | Part. | Goles | Asist. | Part.               | Goles               | Asist.              | Part.                    | Goles                    | Asist.                   | Part. | Goles | Asist. | Media goleadora(3) |
| ------------------------------ | ------------- | ------------- | ----- | ----- | ------ | ------------------- | ------------------- | ------------------- | ------------------------ | ------------------------ | ------------------------ | ----- | ----- | ------ | ------------------ |
| Fulham F. C. Inglaterra        | 1.ª           | 2013-14       | 2     | 0     | 0      | 1                   | 0                   | 0                   | —                        | —                        | —                        | 3     | 0     | 0      | 0                  |
| Fulham F. C. Inglaterra        | 2.ª           | 2014-15       | 11    | 0     | 1      | 4                   | 2                   | 1                   | —                        | —                        | —                        | 15    | 2     | 2      | 0.13               |
| Fulham F. C. Inglaterra        | 2.ª           | 2015-16       | 43    | 15    | 7      | 3                   | 2                   | 0                   | —                        | —                        | —                        | 46    | 17    | 7      | 0.37               |
| Fulham F. C. Inglaterra        | Total club    | Total club    | 56    | 15    | 8      | 8                   | 4                   | 1                   | 0                        | 0                        | 0                        | 64    | 19    | 9      | 0.3                |
| Celtic F. C. Escocia           | 1.ª           | 2016-17       | 29    | 17    | 8      | 8                   | 10                  | 1                   | 12                       | 5                        | 0                        | 49    | 32    | 9      | 0.65               |
| Celtic F. C. Escocia           | 1.ª           | 2017-18       | 25    | 9     | 7      | 6                   | 6                   | 2                   | 8                        | 1                        | 0                        | 39    | 16    | 9      | 0.41               |
| Celtic F. C. Escocia           | 1.ª           | 2018-19       | 1     | 0     | 0      | 1                   | 1                   | 0                   | 4                        | 2                        | 0                        | 6     | 3     | 0      | 0.5                |
| Celtic F. C. Escocia           | Total club    | Total club    | 55    | 26    | 15     | 15                  | 17                  | 3                   | 24                       | 8                        | 0                        | 94    | 51    | 18     | 0.54               |
| Olympique de Lyon Francia      | 1.ª           | 2018-19       | 33    | 15    | 3      | 7                   | 4                   | 0                   | 6                        | 1                        | 0                        | 46    | 20    | 3      | 0.43               |
| Olympique de Lyon Francia      | 1.ª           | 2019-20       | 27    | 16    | 2      | 9                   | 6                   | 0                   | 10                       | 2                        | 1                        | 46    | 24    | 3      | 0.52               |
| Olympique de Lyon Francia      | 1.ª           | 2020-21       | 16    | 1     | 0      | 0                   | 0                   | 0                   | —                        | —                        | —                        | 16    | 1     | 0      | 0.06               |
| Atlético de Madrid · España    | 1.ª           | 2020-21       | 5     | 0     | 0      | —                   | —                   | —                   | 2                        | 0                        | 0                        | 7     | 0     | 0      | 0                  |
| Atlético de Madrid · España    | Total club    | Total club    | 5     | 0     | 0      | 0                   | 0                   | 0                   | 2                        | 0                        | 0                        | 7     | 0     | 0      | 0                  |
| Olympique de Lyon Francia      | 1.ª           | 2021-22       | 30    | 21    | 4      | 0                   | 0                   | 0                   | 6                        | 1                        | 1                        | 36    | 22    | 5      | 0.61               |
| Olympique de Lyon Francia      | 1.ª           | 2022-23       | 23    | 3     | 0      | 5                   | 0                   | 1                   | —                        | —                        | —                        | 28    | 3     | 1      | 0.11               |
| Olympique de Lyon Francia      | Total club    | Total club    | 129   | 56    | 9      | 21                  | 10                  | 1                   | 22                       | 4                        | 2                        | 172   | 70    | 12     | 0.41               |
| Al-Ettifaq Club Arabia Saudita | 1.ª           | 2023-24       | 25    | 12    | 1      | 1                   | 2                   | 0                   | ―                        | ―                        | ―                        | 26    | 14    | 1      | 0.54               |
| Al-Ettifaq Club Arabia Saudita | 1.ª           | 2024-25       | 19    | 7     | 4      | 2                   | 0                   | 0                   | ―                        | ―                        | ―                        | 21    | 7     | 4      | 0.33               |
| Al-Ettifaq Club Arabia Saudita | Total club    | Total club    | 44    | 19    | 5      | 3                   | 2                   | 0                   | 0                        | 0                        | 0                        | 47    | 21    | 5      | 0.45               |
| Total carrera                  | Total carrera | Total carrera | 289   | 116   | 37     | 47                  | 33                  | 5                   | 48                       | 12                       | 2                        | 384   | 161   | 44     | 0.42               |

## Palmarés

### Títulos nacionales
| Título                     | Club               | País    | Año  |
| -------------------------- | ------------------ | ------- | ---- |
| Scottish Premiership       | Celtic F. C.       | Escocia | 2017 |
| Copa de la Liga de Escocia | Celtic F. C.       | Escocia | 2017 |
| Copa de Escocia            | Celtic F. C.       | Escocia | 2017 |
| Copa de la Liga de Escocia | Celtic F. C.       | Escocia | 2018 |
| Scottish Premiership       | Celtic F. C.       | Escocia | 2018 |
| Copa de Escocia            | Celtic F. C.       | Escocia | 2018 |
| Primera División de España | Atlético de Madrid | España  | 2021 |

## Vida privada
Es de origen maliense.